# Orquestra Filarmônica de Taipei
A Orquestra Filarmônica de Taipei é uma orquestra baseada em Taipei.

## História
A orquestra foi fundada em 1985 por um grupo de entusiastas músicos. No início a orquestra foi comandada pelo maestro estadunidense Henry Mazel, que veio da Orquestra Sinfónica de Chicago e permaneceu em Taipei por dezoito anos. Em 1990 a orquestra fez sua primeira turnê internacional, em concertos pela Europa e pela América do Norte.

## Diretores musicais
- Henry Mazer
- Alexander Rudin
- Chang Long-Yun